# Tirânio de Antioquia
Tirânio de Antioquia (em grego:  Tyrannos ou Tyrannos) († ca. 308) foi bispo de Antioquia entre 299 e 308, sucessor de Cirilo I de Antioquia. O seu nome faz referência à sua cidade natal, Tiro, onde era sacerdote no final do século IV. Quase nada se sabe sobre ele e mesmo o período de seu mandato é incerto: algumas fontes citam o período de 304 - 314.